# Унал, Махир
Махир Унал (род. 1 июля 1966 г.) — турецкий политик.

## Биография
Родился 1 июля 1966 года в районе Эльбистан ила Кахраманмараш. В 1984 году окончил старшую школу в Стамбуле. В 1991 году окончил Теологический факультет университета Мармара. В 1997 году получил степень магистра в Стамбульском университете, затем получил докторскую степень там же.
С 1992 года работал учителем. В 2005 году занял должность советника в Стамбульской торговой палате.
В 2003 году Унал вступил в партию справедливости и развития и начал преподавать в Политической академии партии. Также Махир Унал работал в избирательных штабах ряда партий Малайзии, Ливана, Кипра, Египта и Ирака.
В 2011 году Унал был избран членом Великого национального собрания от партии справедливости и развития. Переизбирался в июне и ноябре 2015 года.
С ноября 2015 года по май 2016 года Махир Унал занимал пост министра культуры Турции.

### Личная жизнь
Женат, один ребёнок. Владеет английским и арабским языками.